# Braciejowa
Braciejowa – wieś w Polsce położona w województwie podkarpackim, w powiecie dębickim, w gminie Dębica.
W latach 1975–1998 miejscowość administracyjnie należała do województwa tarnowskiego.

## Części wsi
| SIMC    | Nazwa      | Rodzaj    |
| ------- | ---------- | --------- |
| 0817907 | Berdech    | część wsi |
| 0817913 | Dział      | część wsi |
| 1042377 | Głodomanek | część wsi |
| 0817920 | Góra       | część wsi |
| 0817936 | Jamy       | część wsi |
| 0817942 | Niziny     | część wsi |
| 0817959 | Okop       | część wsi |
| 0817965 | Piecowiska | część wsi |
| 0817988 | Południk   | część wsi |
| 1042383 | Rola       | część wsi |
| 1042390 | Sewerówka  | część wsi |
| 0817971 | Stoszki    | część wsi |

## Zabytki
Grodziska:
- Głodomank – usytuowane na wzgórzu Okop[6];
- Zamczysko[6]

## Osoby związane z Braciejową
- Piotr Krupa.